# Эхеверия узелковая
Эхеверия узелковая (лат. Echeveria nodulosa) — вид растений рода Эхеверия (Echeveria) семейства Толстянковые (Crassulaceae), естественно произрастающий на территории штатов Пуэбла и Оахака, Мексика.

## Название
Родовое латинское название Echeveria дано в честь мексиканского художника и натуралиста Атана́сио Эчеверри́я-и-Годо́й (исп. Atanasio Echeverría y Godoy, ок. 1771—1803), иллюстрировавшего книги по ботанике и в частности «Флору Мексики».
Латинский видовой эпитет nodulosus (-a, -um) переводится как «с вздутиями» (на корнях) или «узловатый».

## Описание

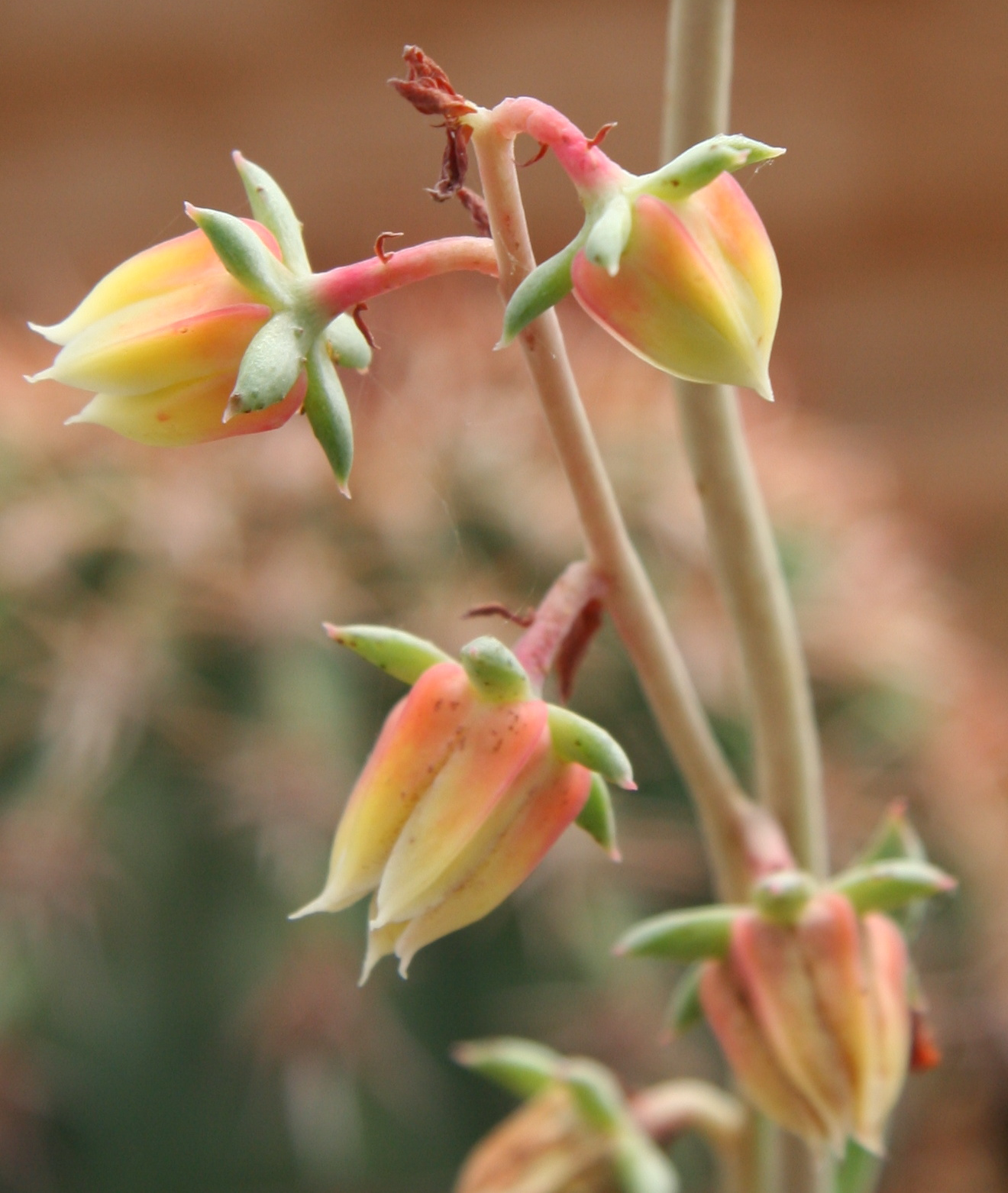
Цветки

Суккулентное растение высотой 20 см. Листья с красной каймой по краю. Цветки красно-коричневые.

## Таксономия
Echeveria nodulosa (Baker) Ed.Otto, первое упоминание в Hamburger Garten-Blumenzeitung 29: 8 (1873).

### Синонимы
- Cotyledon nodulosa Baker
- Echeveria discolor De Smet ex É.Morren
- Echeveria misteca De Smet ex É.Morren
- Echeveria nodulosa var. minor E.Walther
- Echeveria sturmiana Poelln.